# キングダム ハーツ HD 1.5 リミックス
『キングダム ハーツ -HD 1.5 リミックス-』（キングダム ハーツ エイチディー ワンポイントファイブ リミックス、KINGDOM HEARTS -HD 1.5 ReMIX-）は、スクウェア・エニックスから2013年3月14日に発売されたPlayStation 3用コンピュータゲーム。

## 概要
PlayStation 2用ソフトである『キングダム ハーツ』（KH）と『キングダム ハーツ Re:チェイン オブ メモリーズ』（Re:COM）をHDリマスターし移植。それに加え、ニンテンドーDSで発売された『キングダム ハーツ 358/2 Days』（Days）を映像作品としてリメイクしたものを収録しており、シリーズのうち三作品をまとめた内容となっている。なお、『KH』は追加要素が含まれた『ファイナル ミックス』版を元に日本語音声で収録している（オリジナルの『KHFM』は英語音声）。HD化の作業および『Days』の映像制作を行ったのは、これまでKHシリーズのうち『Re:COM』『バース バイ スリープ』『ドリーム ドロップ ディスタンス』を開発したスクウェア・エニックス第1制作部・大阪チーム。
ディレクターを務める野村哲也はこのHD化に寄せ、元々シリーズ作品が複数のハードに跨って発売されており、一度これまで発売された作品を統一したかったのと、シリーズが10年続き新規ユーザーが入りにくくなっていると感じており、物語を時系列順に分かりやすく示したかったということを理由に挙げている。また、それまでのシリーズで展開されてきた「ダークシーカー編」の完結する『キングダム ハーツIII』（KH3）に先駆け、シリーズを通してプレイしているファンのおさらい用としての意味もあるとのこと。『Days』は当初ゲーム部分を含めたフルリメイクが検討されていたが、開発に時間がかかりすぎてしまうため、ストーリー部分のみを映像化して収録することとなった。収録作品は主人公であるソラの冒険の始まりから時系列順の三作品であり、そこから『キングダム ハーツII』へと繋がるようになっている。
野村は本作が発表される以前より「『KH3』を出す前には、シリーズが長く続いていて途中から入りづらいと感じる方へのフォローを考えなくてはいけないと思っている」と発言しており、HD化に向けた取り組み自体は先に発表された『ファイナルファンタジーX』のHD版より早く動き出していた。大阪チームのプログラマー2名を中心に、1年近く研究・検証を重ねてきたという。
初回生産特典として、PC用ブラウザゲーム『キングダム ハーツ キー』で使用出来るシリアルコードが封入された。
どれか一作品をクリア（『Days』はムービーを全て鑑賞）すると本作のスタッフクレジット映像がトップメニューに追加されるが、その中でKHシリーズのHDリマスター第二弾『キングダム ハーツ HD 2.5 リミックス』に収録される『キングダム ハーツII』『キングダム ハーツ バース バイ スリープ』『キングダム ハーツ Re:コーデッド』の映像が流れるようになっている。

## 主な変更点
- トロフィー機能に対応。
- 解像度が1080pに向上し、画面比率が16:9のワイド表示になった。
- 背景やキャラクター等のテクスチャ、エフェクト等がHD向けに描き直され、メニュー画面などのインターフェースもHD画質・ワイド画面向けに再構成されている。
- メインキャラクターを中心に、一部のポリゴンモデルが『KH3D』のものに差し替えられている。
- サウンドが5.1chサラウンドに対応。また下村陽子の監修の下、『KHFM』はほぼ全曲、『Re:COM』『Days』は一部のBGMを生楽器に差し替えて再録している。
- ゲームをクリア（『Days』の場合はコンテンツを全て閲覧）するとPS3用のカスタムテーマが手に入るようになった。

### キングダム ハーツ ファイナル ミックス
- オリジナル版『キングダム ハーツ』に、追加要素を含んだ『ファイナル ミックス』版として収録。ただし音声は英語ではなく日本語となる。
- ゲーム中のロゴやコピーライト表記などが、「SQUARE SOFT」は「SQUARE ENIX」に、「Disney INTERACTIVE」は「Disney INTERACTIVE STUDIOS」に変わっている。
- 「たたかう/まほう/アイテム/?」のコマンド欄のうち、状況に応じて変わる4つ目のコマンドが、『キングダム ハーツII』のリアクションコマンドのように△ボタンで発動するよう変更された。それに伴い4つ目のコマンド欄には、PS2版では「まほう」の中に含まれていた「しょうかん」が独立して表示されるようになった[3]。
- カメラ操作がL2/R2ボタンから右スティックに変更された。また、R3ボタンでカメラが操作キャラクターの真後ろに回るようになった。
- アビリティに、敵を倒しても経験値が得られなくなり低レベルでのプレイが可能になる「EXPゼロ」と、攻撃が当たっていなくてもコンボを続けられる「コンボマスター」が追加された。「EXPゼロ」は高難易度のプラウドモードを選択時のみゲーム開始時から所持、「コンボマスター」は難易度に関わらずレベルアップで習得する。
- イベントスキップがムービー中のポーズ画面からいつでも出来るようになった（PS2版ではボス戦で一度負けてからコンティニューをした後でないとスキップ出来なかった）。
- PS2版ではタイトルメニューにあったHDDへのインストールと、『ファイナルファンタジーX-2』のムービーは削除されている。

### キングダム ハーツ Re:チェイン オブ メモリーズ
- ゲーム中のロゴやコピーライト表記などが、「Buena Vista Games」から「Disney INTERACTIVE STUDIOS」に変わっている。
- 『Re:COM』に登場しない機関メンバーのエネミーカードと『KH2』に登場するキーブレードのアタックカードは、PS2版では『KH2 ファイナル ミックス』のクリア特典だったが、本作では『Days』のクリア特典に変更された。またそのアタックカードの一部は、『KH2』に登場するキーブレードから『Days』に登場するキーブレードへと差し替えられている。

### キングダム ハーツ 358/2 Days
- 映像作品としてリメイク。DS版で使用されていたものを含め、メインストーリーの約70%がイベントシーン化されている。総シーン数は約100、総時間は約2時間50分に及ぶ。
- イベントシーンのみの映像化であり、ゲーム中のミッションはテキスト表示のみで、バトルシーンは全面カットされている。
- 「キャラクター辞典」が追加。メニューから閲覧出来る。
- DS版でシナリオを進めることで入手できた「ロクサスダイアリー」は最初から全て閲覧が可能。またDS版ではトライアルミッションの成功で獲得できた「シークレットレポート」は、シアターを最後まで鑑賞することで全て解放される。